# Fußball-Club Bayern München 2022-2023
Questa voce raccoglie le informazioni riguardanti il Fußball-Club Bayern München nelle competizioni ufficiali della stagione 2022-2023.

## Stagione
Dopo aver vinto il decimo campionato consecutivo il Bayern si separa dal bomber Robert Lewandowski, che si trasferisce al Barcellona. Per rafforzare il reparto offensivo viene scelto come suo sostituto il senegalese Sadio Mané dal Liverpool. A seguito della sconfitta contro il Bayer Leverkusen e di alcune tensioni nello spogliatoio e nella società, il Bayern Monaco decide di esonerare l'allenatore Julian Nagelsmann, nonostante quest'ultimo fosse ancora in corsa sia per la Bundesliga che per la Champions League che per la Coppa di Germania. Gli subentra Thomas Tuchel, che apre la sua avventura al Bayern con una vittoria per 4-2 nel Klassiker contro il Borussia Dortmund. Subito dopo, però, arriva l'eliminazione in Coppa di Germania da parte del Friburgo.

## Maglie e sponsor
| Casa |  | Trasferta |  | Terza Divisa |  | Quarta Divisa (Oktoberfest) |

## Rosa[2]
In corsivo i calciatori ceduti durante la stagione 
| N. |                        | Ruolo | Calciatore               |
| -- | ---------------------- | ----- | ------------------------ |
| 1  | Germania (bandiera)    | P     | Manuel Neuer (capitano)  |
| 2  | Francia (bandiera)     | D     | Dayot Upamecano          |
| 4  | Paesi Bassi (bandiera) | D     | Matthijs de Ligt         |
| 5  | Francia (bandiera)     | D     | Benjamin Pavard          |
| 6  | Germania (bandiera)    | C     | Joshua Kimmich           |
| 7  | Germania (bandiera)    | A     | Serge Gnabry             |
| 8  | Germania (bandiera)    | C     | Leon Goretzka            |
| 10 | Germania (bandiera)    | A     | Leroy Sané               |
| 11 | Francia (bandiera)     | A     | Kingsley Coman           |
| 13 | Camerun (bandiera)     | A     | Eric Maxim Choupo-Moting |
| 14 | Germania (bandiera)    | C     | Paul Wanner              |
| 17 | Senegal (bandiera)     | A     | Sadio Mané               |
| 18 | Austria (bandiera)     | C     | Marcel Sabitzer          |
| 19 | Canada (bandiera)      | D     | Alphonso Davies          |
| 20 | Francia (bandiera)     | D     | Bouna Sarr               |

| N. |                        | Ruolo | Calciatore                    |
| -- | ---------------------- | ----- | ----------------------------- |
| 21 | Francia (bandiera)     | D     | Lucas Hernández               |
| 22 | Portogallo (bandiera)  | D     | João Cancelo                  |
| 23 | Paesi Bassi (bandiera) | D     | Daley Blind                   |
| 25 | Germania (bandiera)    | A     | Thomas Müller (vice capitano) |
| 26 | Germania (bandiera)    | P     | Sven Ulreich                  |
| 27 | Svizzera (bandiera)    | P     | Yann Sommer                   |
| 28 | Croazia (bandiera)     | A     | Gabriel Vidović               |
| 35 | Germania (bandiera)    | P     | Johannes Schenck              |
| 38 | Paesi Bassi (bandiera) | C     | Ryan Gravenberch              |
| 39 | Francia (bandiera)     | A     | Mathys Tel                    |
| 40 | Marocco (bandiera)     | D     | Noussair Mazraoui             |
| 42 | Germania (bandiera)    | C     | Jamal Musiala                 |
| 44 | Germania (bandiera)    | D     | Josip Stanišić                |
| 46 | Germania (bandiera)    | C     | Arijon Ibrahimović            |

## Calciomercato

### Sessione estiva
| Acquisti         | Acquisti             | Acquisti         | Acquisti                    |
| R.               | Nome                 | da               | Modalità                    |
| ---------------- | -------------------- | ---------------- | --------------------------- |
| D                | Matthijs de Ligt     | Juventus         | definitivo (67 milioni €)   |
| D                | Noussair Mazraoui    | Ajax             | gratuito                    |
| C                | Ryan Gravenberch     | Ajax             | definitivo (18,5 milioni €) |
| A                | Sadio Mané           | Liverpool        | definitivo (32 milioni €)   |
| A                | Mathys Tel           | Rennes           | definitivo (20 milioni €)   |
| Altre operazioni |                      |                  |                             |
| R.               | Nome                 | da               | Modalità                    |
| P                | Johannes Schenk      | Bayern Monaco II | aggregato in prima squadra  |
| P                | Ron-Thorben Hoffmann | Sunderland       | fine prestito               |
| D                | Lars Lukas Mai       | Werder Brema     | fine prestito               |
| D                | Chris Richards       | Hoffenheim       | fine prestito               |
| C                | Adrian Fein          | Dinamo Dresda    | fine prestito               |
| A                | Joshua Zirkzee       | Anderlecht       | fine prestito               |
| A                | Gabriel Vidović      | Bayern Monaco II | aggregato in prima squadra  |

| Cessioni         | Cessioni             | Cessioni               | Cessioni                   |
| R.               | Nome                 | a                      | Modalità                   |
| ---------------- | -------------------- | ---------------------- | -------------------------- |
| D                | Tanguy Nianzou       | Siviglia               | definitivo (16 milioni €)  |
| D                | Chris Richards       | Crystal Palace         | definitivo (12 milioni €)  |
| D                | Omar Richards        | Nottingham Forest      | definitivo (8,5 milioni €) |
| D                | Niklas Sule          |                        | svincolato                 |
| C                | Marc Roca            | Leeds Utd              | definitivo (12 milioni €)  |
| C                | Corentin Tolisso     |                        | svincolato                 |
| A                | Robert Lewandowski   | Barcellona             | definitivo (45 milioni €)  |
| A                | Gabriel Vidović      | Vitesse                | prestito                   |
| Altre operazioni |                      |                        |                            |
| R.               | Nome                 | a                      | Modalità                   |
| P                | Ron-Thorben Hoffmann | Eintracht Braunschweig | definitivo (300 mila €)    |
| P                | Christian Früchtl    | Austria Vienna         | definitivo (500 mila €)    |
| D                | Lars Lukas Mai       | Lugano                 | definitivo (1,6 milioni €) |
| C                | Malik Tillman        | Rangers                | prestito                   |
| A                | Joshua Zirkzee       | Bologna                | definitivo                 |

## Risultati

### Bundesliga

#### Girone d'andata
| Arbitro: | Aytekin (Oberasbach) |

|                |           |                                                            |
| Kolo Muani 64’ | Marcatori | 5’ Kimmich 11’ Pavard 29’ Mané 35’, 83’ Musiala 43’ Gnabry |

| Arbitro: | Osmers (Hannover) |

|                        |           |  |
| Musiala 33’ Müller 44’ | Marcatori |  |

| Arbitro: | Siebert (Berlino) |

|  |           |                                                                                 |
|  | Marcatori | 4’ Sané 25’ De Ligt 33’ Coman 42’, 59’ (rig.) Mané 69’ (aut.) Gamboa 76’ Gnabry |

| Arbitro: | Schlager (Hügelsheim) |

|          |           |            |
| Sané 83’ | Marcatori | 43’ Thuram |

| Arbitro: | Willenborg (Osnabrück) |

|            |           |             |
| Becker 12’ | Marcatori | 15’ Kimmich |

| Arbitro: | Dingert (Lebecksmühle) |

|                     |           |                                   |
| Tel 36’ Musiala 60’ | Marcatori | 21’ Führich 90+2’ (rig.) Guirassy |

| Arbitro: | Fritz (Korb) |

|             |           |  |
| Berisha 59’ | Marcatori |  |

| Arbitro: | Stieler (Amburgo) |

|                                         |           |  |
| Sané 3’ Musiala 17’ Mané 39’ Müller 84’ | Marcatori |  |

| Arbitro: | Aytekin (Oberasbach) |

|                           |           |                       |
| Moukoko 74’ Modeste 90+5’ | Marcatori | 33’ Goretzka 53’ Sané |

| Arbitro: | Stegemann (Niederkassel) |

|                                                             |           |  |
| Gnabry 13’ Choupo-Moting 33’ Sané 52’ Mané 55’ Sabizter 80’ | Marcatori |  |

| Arbitro: | Jablonski (Brema) |

|  |           |                               |
|  | Marcatori | 17’ Musiala 38’ Choupo-Moting |

| Arbitro: | Cortus (Röthenbach) |

|                                                                       |           |                             |
| Gnabry 5’ Musiala 28’ Mané 43’ Goretzka 57’ Tel 79’ Choupo Moting 86’ | Marcatori | 45+4’ Widmer 82’ Ingvartsen |

| Arbitro: | Dankert (Rostock) |

|                                |           |                                    |
| Lukebakio 40’ Selke 45’ (rig.) | Marcatori | 12’ Musiala 37’, 38’ Choupo-Moting |

| Arbitro: | Hartmann (Wangen) |

|                                                      |           |          |
| Musiala 6’ Gnabry 22’, 28’, 82’ Goretzka 26’ Tel 84’ | Marcatori | 10’ Jung |

| Arbitro: | Zwayer (Berlino) |

|  |           |                              |
|  | Marcatori | 38’ Gnabry 52’ Choupo-Moting |

| Arbitro: | Siebert (Berlino) |

|                 |           |                   |
| Halstenberg 52’ | Marcatori | 37’ Choupo-Moting |

| Arbitro: | Stieler (Amburgo) |

|             |           |           |
| Kimmich 90’ | Marcatori | 4’ Skhiri |

#### Girone di ritorno
| Arbitro: | Jablonski (Brema) |

|          |           |                |
| Sané 34’ | Marcatori | 69’ Kolo Muani |

| Arbitro: | Osmers (Hannover) |

|                           |           |                                      |
| Kamiński 44’ Svanberg 81’ | Marcatori | 9’, 14’ Coman 19’ Müller 73’ Musiala |

| Arbitro: | Jòllenbeck (Friburgo) |

|                                        |           |  |
| Müller 41’ Coman 64’ Gnabry 74’ (rig.) | Marcatori |  |

| Arbitro: | Welz (Wiesbaden) |

|                                   |           |                             |
| Stindl 13’ Hofmann 55’ Thuram 84’ | Marcatori | 35’ Choupo-Moting 90+3’ Tel |

| Arbitro: | Fritz (Korb) |

|                                           |           |  |
| Choupo-Moting 31’ Coman 40’ Musiala 45+1’ | Marcatori |  |

| Arbitro: | Dingert (Lebecksmühle) |

|           |           |                               |
| Perea 88’ | Marcatori | 39’ de Ligt 62’ Choupo-Moting |

| Arbitro: | Badstubner (Norimberga) |

|                                                 |           |                                      |
| Cancelo 15’ Pavard 19’, 35’ Sané 45’ Davies 74’ | Marcatori | 2’, 60’ (rig.) Berisha 90+3’ Cardona |

| Arbitro: | Stieler (Amburgo) |

|                                 |           |             |
| Palacios 55’ (rig.), 73’ (rig.) | Marcatori | 22’ Kimmich |

| Arbitro: | Fritz (Korb) |

|                                            |           |                          |
| Kobel 13’ (aut.) Müller 18’, 23’ Coman 50’ | Marcatori | 72’ (rig.) Can 90’ Malen |

| Arbitro: | Siebert (Berlino) |

|  |           |             |
|  | Marcatori | 51’ de Ligt |

| Arbitro: | Dankert (Rostock) |

|            |           |              |
| Pavard 17’ | Marcatori | 71’ Kramarić |

| Arbitro: | Zwayer (Berlino) |

|                                     |           |          |
| Ajorque 65’ Barreiro 73’ Martín 79’ | Marcatori | 29’ Mané |

| Arbitro: | Ittrich |

|                      |           |  |
| Gnabry 69’ Coman 79’ | Marcatori |  |

| Arbitro: | Dingert (Lebecksmühle) |

|             |           |                        |
| Schmidt 86’ | Marcatori | 62’ Gnabry 72’ L. Sané |

| Arbitro: | Schröder (Hannover) |

|                                                                      |           |  |
| Müller 21’ Kimmich 29’ (rig.) Gnabry 50’, 65’ Tel 80’ Mazraoui 90+2’ | Marcatori |  |

| Arbitro: | Aytekin (Oberasbach) |

|            |           |                                                    |
| Gnabry 25’ | Marcatori | 65’ Laimer 76’ (rig.) Nkunku 86’ (rig.) Szoboszlai |

| Arbitro: | Jablonski (Brema) |

|                     |           |                      |
| Ljubicic 81’ (rig.) | Marcatori | 8’ Coman 89’ Musiala |

### DFB-Pokal
| Arbitro: | Jöllenbeck (Müllheim) |

|  |           |                                                             |
|  | Marcatori | 35’ Gravenberch 45+1’ Tel 53’ Mané 67’ Musiala 82’ Goretzka |

| Arbitro: | Dankert (Schwerin) |

|                                  |           |                                                             |
| Pedersen 9’ Upamecano 65’ (aut.) | Marcatori | 27’, 59’ Choupo-Moting 53’ Kimmich 74’ Musiala 90+1’ Davies |

| Arbitro: | Aytekin (Oberasbach) |

|  |           |                                                   |
|  | Marcatori | 17’ Choupo-Moting 30’ Musiala 44’ Sané 83’ Davies |

| Arbitro: | Osmers (Hannover) |

|               |           |                               |
| Upamecano 19’ | Marcatori | 27’ Höfler 90+5’ (rig.) Höler |

### UEFA Champions League

#### Fase a gironi
| Arbitro: | Turpin |

|  |           |                                |
|  | Marcatori | 25’ Sané 66’ (aut.) D'Ambrosio |

| Arbitro: | Makkelie |

|                        |           |  |
| Hernández 50’ Sané 54’ | Marcatori |  |

| Arbitro: | Dabanović |

|                                                    |           |  |
| Sané 7’, 50’ Gnabry 13’ Mané 21’ Choupo-Moting 59’ | Marcatori |  |

| Arbitro: | Frankowski |

|                          |           |                                       |
| Vlkanova 62’ Kliment 75’ | Marcatori | 10’ Mané 14’ Müller 25’, 35’ Goretzka |

| Arbitro: | Taylor |

|  |           |                                         |
|  | Marcatori | 10’ Mané 31’ Choupo-Moting 90+5’ Pavard |

| Arbitro: | Kružliak |

|                              |           |  |
| Pavard 32’ Choupo-Moting 72’ | Marcatori |  |

#### Fase ad eliminazione diretta
| Arbitro: | Oliver |

|  |           |           |
|  | Marcatori | 53’ Coman |

| Arbitro: | Orsato |

|                              |           |  |
| Choupo-Moting 61’ Gnabry 89’ | Marcatori |  |

| Arbitro: | Gil Manzano |

|                                 |           |  |
| Rodri 27’ Silva 70’ Haaland 76’ | Marcatori |  |

| Arbitro: | Turpin |

|                    |           |             |
| Kimmich 83’ (rig.) | Marcatori | 57’ Haaland |

### Supercoppa di Germania
| Arbitro: | Schröder (Hannover) |

|                                            |           |                                                       |
| Halstenberg 59’ Nkunku 77’ (rig.) Olmo 89’ | Marcatori | 14’ Musiala 31’ Mané 45’ Pavard 66’ Gnabry 90+8’ Sané |

## Statistiche

### Statistiche di squadra
| Competizione           | Punti | In casa | In casa | In casa | In casa | In casa | In casa | In trasferta | In trasferta | In trasferta | In trasferta | In trasferta | In trasferta | Totale | Totale | Totale | Totale | Totale | Totale | DR  |
| Competizione           | Punti | G       | V       | N       | P       | Gf      | Gs      | G            | V            | N            | P            | Gf           | Gs           | G      | V      | N      | P      | Gf     | Gs     | DR  |
| ---------------------- | ----- | ------- | ------- | ------- | ------- | ------- | ------- | ------------ | ------------ | ------------ | ------------ | ------------ | ------------ | ------ | ------ | ------ | ------ | ------ | ------ | --- |
| Bundesliga             | 71    | 17      | 11      | 5       | 1       | 53      | 17      | 17           | 10           | 3            | 4            | 39           | 22           | 34     | 21     | 8      | 5      | 92     | 38     | +54 |
| Coppa di Germania      | -     | 1       | 0       | 0       | 1       | 1       | 2       | 3            | 3            | 0            | 0            | 14           | 2            | 4      | 3      | 0      | 1      | 15     | 4      | +11 |
| Champions League       | 18    | 5       | 4       | 1       | 0       | 12      | 1       | 5            | 4            | 0            | 1            | 10           | 5            | 10     | 8      | 1      | 1      | 22     | 6      | +16 |
| Supercoppa di Germania | -     | 0       | 0       | 0       | 0       | 0       | 0       | 1            | 1            | 0            | 0            | 5            | 3            | 1      | 1      | 0      | 0      | 5      | 3      | +2  |
| Totale                 | -     | 24      | 15      | 6       | 2       | 66      | 20      | 26           | 18           | 3            | 5            | 68           | 31           | 49     | 33     | 9      | 7      | 134    | 51     | +83 |

### Andamento in campionato
| Giornata  | 1 | 2 | 3 | 4 | 5 | 6 | 7 | 8 | 9 | 10 | 11 | 12 | 13 | 14 | 15 | 16 | 17 | 18 | 19 | 20 | 21 | 22 | 23 | 24 | 25 | 26 | 27 | 28 | 29 | 30 | 31 | 32 | 33 | 34 |
| --------- | - | - | - | - | - | - | - | - | - | -- | -- | -- | -- | -- | -- | -- | -- | -- | -- | -- | -- | -- | -- | -- | -- | -- | -- | -- | -- | -- | -- | -- | -- | -- |
| Luogo     | T | C | T | C | T | C | T | C | T | C  | T  | C  | T  | C  | T  | T  | C  | C  | T  | C  | T  | C  | T  | C  | T  | C  | T  | C  | T  | C  | T  | C  | C  | T  |
| Risultato | V | V | V | N | N | N | P | V | N | V  | V  | V  | V  | V  | V  | N  | N  | N  | V  | V  | P  | V  | V  | V  | P  | V  | V  | N  | P  | V  | V  | V  | P  | V  |
| Posizione | 1 | 1 | 1 | 1 | 3 | 3 | 5 | 3 | 3 | 2  | 2  | 2  | 1  | 1  | 1  | 1  | 1  | 1  | 1  | 1  | 1  | 1  | 1  | 1  | 2  | 1  | 1  | 1  | 2  | 1  | 1  | 1  | 2  | 1  |

Legenda:

Luogo: C = Casa; T = Trasferta. Risultato: V = Vittoria; N = Pareggio; P = Sconfitta.

### Statistiche dei giocatori
Sono in corsivo i calciatori che hanno lasciato la società a stagione in corso.
| Giocatore        | Bundesliga | Bundesliga | Bundesliga  | Bundesliga | Coppa di Germania | Coppa di Germania | Coppa di Germania | Coppa di Germania | Champions League | Champions League | Champions League | Champions League | Supercoppa di Germania | Supercoppa di Germania | Supercoppa di Germania | Supercoppa di Germania | Totale   | Totale | Totale      | Totale     |
| Giocatore        | Presenze   | Reti       | Ammonizioni | Espulsioni | Presenze          | Reti              | Ammonizioni       | Espulsioni        | Presenze         | Reti             | Ammonizioni      | Espulsioni       | Presenze               | Reti                   | Ammonizioni            | Espulsioni             | Presenze | Reti   | Ammonizioni | Espulsioni |
| ---------------- | ---------- | ---------- | ----------- | ---------- | ----------------- | ----------------- | ----------------- | ----------------- | ---------------- | ---------------- | ---------------- | ---------------- | ---------------------- | ---------------------- | ---------------------- | ---------------------- | -------- | ------ | ----------- | ---------- |
| D. Blind         | 4          | 0          | 0           | 0          | 1                 | 0                 | 0                 | 0                 | 0                | 0                | 0                | 0                | 0                      | 0                      | 0                      | 0                      | 5        | 0      | 0           | 0          |
| J. Cancelo       | 15         | 1          | 3           | 0          | 2                 | 0                 | 0                 | 0                 | 4                | 0                | 1                | 0                | -                      | -                      | -                      | -                      | 21       | 1      | 4           | 0          |
| E. Choupo-Moting | 19         | 10         | 0           | 0          | 4                 | 3                 | 0                 | 0                 | 7                | 4                | 0                | 0                | 0                      | 0                      | 0                      | 0                      | 30       | 17     | 0           | 0          |
| K. Coman         | 24         | 8          | 0           | 1          | 3                 | 0                 | 0                 | 0                 | 7                | 1                | 0                | 0                | 1                      | 0                      | 0                      | 0                      | 35       | 9      | 0           | 1          |
| A. Davies        | 26         | 1          | 0           | 0          | 2                 | 2                 | 0                 | 0                 | 9                | 0                | 1                | 0                | 1                      | 0                      | 0                      | 0                      | 38       | 3      | 1           | 0          |
| M. de Ligt       | 31         | 3          | 4           | 0          | 4                 | 0                 | 0                 | 0                 | 7                | 0                | 1                | 0                | 1                      | 0                      | 0                      | 0                      | 43       | 3      | 5           | 0          |
| S. Gnabry        | 34         | 14         | 0           | 0          | 4                 | 0                 | 0                 | 0                 | 8                | 2                | 0                | 0                | 1                      | 1                      | 0                      | 0                      | 47       | 17     | 0           | 0          |
| L. Goretzka      | 27         | 3          | 5           | 0          | 4                 | 1                 | 0                 | 0                 | 9                | 2                | 1                | 0                | 0                      | 0                      | 0                      | 0                      | 40       | 6      | 6           | 0          |
| R. Gravenberch   | 24         | 0          | 1           | 0          | 2                 | 1                 | 0                 | 0                 | 6                | 0                | 0                | 0                | 1                      | 0                      | 0                      | 0                      | 33       | 1      | 1           | 0          |
| L. Hernandez     | 7          | 0          | 1           | 0          | 1                 | 0                 | 0                 | 0                 | 2                | 1                | 0                | 0                | 1                      | 0                      | 1                      | 0                      | 11       | 1      | 2           | 0          |
| A. Ibrahimović   | 1          | 0          | 0           | 0          | 0                 | 0                 | 0                 | 0                 | 0                | 0                | 0                | 0                | 0                      | 0                      | 0                      | 0                      | 1        | 0      | 0           | 0          |
| J. Kimmich       | 33         | 5          | 4           | 1          | 4                 | 1                 | 0                 | 0                 | 9                | 1                | 3                | 0                | 1                      | 0                      | 1                      | 0                      | 47       | 7      | 8           | 1          |
| S. Mané          | 25         | 7          | 2           | 0          | 3                 | 1                 | 1                 | 0                 | 9                | 3                | 0                | 0                | 1                      | 1                      | 0                      | 0                      | 38       | 12     | 3           | 0          |
| N. Mazraoui      | 19         | 1          | 0           | 0          | 1                 | 0                 | 0                 | 0                 | 5                | 0                | 2                | 0                | 1                      | 0                      | 0                      | 0                      | 26       | 1      | 2           | 0          |
| T. Müller        | 27         | 7          | 0           | 0          | 4                 | 0                 | 1                 | 0                 | 8                | 1                | 0                | 0                | 1                      | 0                      | 0                      | 0                      | 40       | 8      | 1           | 0          |
| J. Musiala       | 33         | 12         | 1           | 0          | 4                 | 3                 | 1                 | 0                 | 9                | 0                | 0                | 0                | 1                      | 1                      | 0                      | 0                      | 47       | 16     | 2           | 0          |
| M. Neuer         | 12         | -11        | 0           | 0          | 0                 | 0                 | 0                 | 0                 | 3                | 0                | 0                | 0                | 1                      | -3                     | 1                      | 0                      | 16       | -14    | 1           | 0          |
| B. Pavard        | 30         | 4          | 6           | 0          | 3                 | 0                 | 1                 | 0                 | 9                | 2                | 2                | 1                | 1                      | 1                      | 0                      | 0                      | 43       | 7      | 9           | 1          |
| M. Sabitzer      | 15         | 1          | 2           | 0          | 2                 | 0                 | 0                 | 0                 | 6                | 0                | 3                | 0                | 1                      | 0                      | 0                      | 0                      | 24       | 1      | 5           | 0          |
| L. Sané          | 32         | 8          | 4           | 0          | 3                 | 1                 | 0                 | 0                 | 8                | 4                | 0                | 0                | 1                      | 1                      | 1                      | 0                      | 44       | 14     | 5           | 0          |
| B. Sarr          | 1          | 0          | 0           | 0          | 0                 | 0                 | 0                 | 0                 | 0                | 0                | 0                | 0                | 0                      | 0                      | 0                      | 0                      | 1        | 0      | 0           | 0          |
| Y. Sommer        | 19         | -25        | 1           | 0          | 2                 | -2                | 0                 | 0                 | 4                | -4               | 0                | 0                | -                      | -                      | -                      | -                      | 25       | -31    | 1           | 0          |
| J. Stanišić      | 14         | 0          | 1           | 0          | 1                 | 0                 | 0                 | 0                 | 8                | 0                | 2                | 0                | 0                      | 0                      | 0                      | 0                      | 23       | 0      | 3           | 0          |
| M. Tel           | 22         | 5          | 2           | 0          | 1                 | 1                 | 0                 | 0                 | 5                | 0                | 0                | 0                | 0                      | 0                      | 0                      | 0                      | 28       | 6      | 2           | 0          |
| S. Ulreich       | 3          | -2         | 1           | 0          | 2                 | -2                | 0                 | 0                 | 3                | -2               | 1                | 0                | 0                      | 0                      | 0                      | 0                      | 8        | -6     | 2           | 0          |
| D. Upamecano     | 29         | 0          | 6           | 1          | 3                 | 1                 | 1                 | 0                 | 10               | 0                | 2                | 0                | 1                      | 0                      | 0                      | 0                      | 43       | 1      | 9           | 1          |
| G. Vidović       | 1          | 0          | 0           | 0          | 0                 | 0                 | 0                 | 0                 | 0                | 0                | 0                | 0                | 0                      | 0                      | 0                      | 0                      | 1        | 0      | 0           | 0          |
| P. Wanner        | 2          | 0          | 1           | 0          | 0                 | 0                 | 0                 | 0                 | 1                | 0                | 0                | 0                | 0                      | 0                      | 0                      | 0                      | 3        | 0      | 1           | 0          |